# Castell Bethlen d'Arcalia
El castell de Bethlen d'Arcalia és un conjunt de monuments històrics situat al territori del poble d'Arcalia a la comuna de Șieu-Măgheruș.
El conjunt consta dels següents monuments:
- Castell de Bethlen (cod LMI BN-II-mA-01614.01)
- Parc dendrològic del castell de Bethlen (cod LMI BN-II-sA-01614.02)